# Saikla
Saikla is een plaats in de Estlandse gemeente Saaremaa, provincie Saaremaa. De plaats heeft de status van dorp (Estisch: küla) en telt 24 inwoners (2021).
Tot in oktober 2017 lag de plaats in de gemeente Orissaare. In die maand ging Orissaare op in de fusiegemeente Saaremaa.
Saikla werd in 1645 voor het eerst genoemd als nederzetting op het landgoed van Tumala.